# Henry Watson Fowler
Henry Watson Fowler (* 10. März 1858 in Tonbridge, Kent; † 26. Dezember 1933 in Hinton St George, Somerset) war ein britischer Lexikograph, Philologe und Anglist. Er ist vor allem für seine Stilfibel des Englischen bekannt.
Fowler war der Sohn eines Geistlichen und Lehrers und besuchte eine Schule in Deutschland und ab 1871 die Rugby School. Dort tat er sich vor allem in Latein und Griechisch hervor. Ab 1877 bis 1881 studierte er in Oxford. Er verbrachte viel Zeit mit dem Rugby Sport. Erst 1886 erhielt er einen Abschluss, da er – insgeheim Atheist – die vorgeschriebenen anglikanischen Theologie-Examina nicht absolvierte. Danach war er Lehrer, zunächst in Edinburgh und dann in Yorkshire an der Sedbergh School, an der er Englisch, Latein und Griechisch unterrichtete und 1882 Master wurde. Er war respektiert (aufgrund seines starken Rauchens nannte man ihn Joey Stinker), stieg aber nicht zum Housemaster auf, sondern verließ die Schule, nachdem er es abgelehnt hatte anglikanischen Religionsunterricht zu erteilen. 1899 zog er nach London (Chelsea) und arbeitete als freier Schriftsteller und Journalist.
1903 zog er nach Guernsey und begann eine Zusammenarbeit mit seinem Bruder Francis George Fowler, zuerst eine Übersetzung von Lukian von Samosata. Es folgte 1906 der größte Erfolg, eine Stilfibel, die als The King´s English erschien. Darauf erhielten sie von Oxford University Press den Auftrag eine verkürzte Ausgabe des Oxford English Dictionary herauszubringen, der 1911 als Concise Oxford Dictionary erschien. Er erscheint bis heute in Neubearbeitungen. 1914 bis 1916 waren er und sein Bruder als Freiwillige in der britischen Armee (wobei Henry Fowler sein Alter herabsetzte, um genommen zu werden). Er wurde an der Front krank und nach Hause geschickt. Danach setzte er die Arbeit mit seinem Bruder am Pocket English Dictionary und Modern English Usage fort, woraus eines der bekanntesten englischen Stilbücher wurde, das gleich bei Publikation 1926 so erfolgreich war, dass allein im ersten Jahr drei Neuauflagen nötig wurden. Das Buch hatte zwar einen autoritären Anspruch, was die richtige Verwendung des Englischen betraf, Fowler verfasste es aber auch mit Witz und Ironie. Nachdem sein Bruder 1918 an Tuberkulose gestorben war, zog er nach Hinton St George in Somerset.
Er war am Shorter Oxford English Dictionary (Herausgeber C. T. Onions, 1933) beteiligt. Von ihm stammt auch ein Band mit Lyrik.
1908 heiratete er Jessie Marian Wills (1862–1930). Die Ehe blieb kinderlos.
In Oxford tat er sich zwar nicht im Sport hervor, er nahm aber die Gewohnheit an jeden Tag nach einer längeren Wanderung im nächsten Gewässer zu schwimmen.

## Schriften
- More Popular Fallacies. London: Elliot Stock, 1904 (Zeitschriftenaufsätze, unter dem Pseudonym Quillet)
- mit Francis George Fowler: The King's English. Oxford: Clarendon Press, 1906, gekürzte Ausgabe 1908, bartleby
- Sentence Analysis. Oxford: Clarendon Press, 1906.
- Si Mihi! London: Brown, Langham, 1907 (Zeitschriftenaufsätze, unter dem Pseudonym Egomet[1]).
  - Neuausgabe unter eigenem Namen als If Wishes Were Horses. London: George Allen & Unwin, 1929.
- Between Boy and Man. London: Watts, 1908.
- mit Francis George Fowler: Concise Oxford Dictionary. Oxford: Clarendon Press, 1911, 2. Auflage 1929
- mit Francis George Fowler: Pocket Oxford Dictionary. Oxford: Clarendon Press, 1924.
- A Dictionary of Modern English Usage. Oxford: Clarendon Press, 1926. Wordsworth Edition reprint, 1994,
  - Eine vollständige Überarbeitung durch Robert Burchfield kam 1996 heraus. Zuvor erschien schon 1965 die 2. Auflage, weniger stark bearbeitet von Ernest Gowers.
- Some Comparative Values. Oxford: Blackwell, 1929 (Zeitungsaufsätze).
- Rhymes of Darby to Joan. London: J. M. Dent & Sons, 1931.
- mit W. Little, J. Coulson: Shorter Oxford English Dictionary. Oxford: Clarendon Press, 1933.

1905 gab er mit F. G. Fowler eine Übersetzung der Werke von Lukian von Samosata bei Clarendon Press in vier Bänden heraus.
Aufsätze:
- Books We Think We Have Read. In: Spectator 20. Januar 1900.
- Outdoor London. In: Anglo-Saxon Review Juni 1901.

## Anmerkung
1. ↑  lateinisch egomet: „ich selbst“.

| Personendaten    | Personendaten                      |
| ---------------- | ---------------------------------- |
| NAME             | Fowler, Henry Watson               |
| KURZBESCHREIBUNG | englischer Lexikograph und Anglist |
| GEBURTSDATUM     | 10. März 1858                      |
| GEBURTSORT       | Tonbridge                          |
| STERBEDATUM      | 26. Dezember 1933                  |
| STERBEORT        | Hinton St George                   |